# 栋-桑甘站
栋-桑甘站，简称栋站，是法国的一个铁路车站，位于法国北部市镇韦普地区桑甘境内，靠近栋村，是这一地区的一个小型铁路枢纽。

## 位置
栋-桑甘站位于韦普地区桑甘市区的东南部，里尔－阿布维尔铁路18.947公里处，北部省省道D41线的铁路平交道口西南侧。车站大致呈东北-西南走向，开口朝东南，面向栋村。

## 停靠线路
以下列车线路在栋-桑甘站停靠：
| 栋-桑甘站列车线路表 |      |                |                        |              |
| 线路                | 车种 | 上一站         | 下一站                 | 大致运行频率 |
| 里尔—栋-桑甘/朗斯   | TER  | 瓦夫兰/拉封丹  | （终点）/博万-普罗万   | 每天15趟左右 |
| 里尔—贝蒂讷/圣波勒  | TER  | 里尔CHR/瓦夫兰 | 马尔基伊/萨洛梅/拉巴塞 | 每天16趟左右 |
| 1.                  |      |                |                        |              |

## 配套交通

### 长途客车
| 停靠栋-桑甘站的大巴车 |              | |
| 上下车地点            | 运营单位     | 主要线路及目的地 |
| 栋-桑甘站门口         | Arc-en-Ciel  | 230 洛姆 · 卡潘盖姆 · 埃斯科贝克 · 博康-利尼 · 韦普地区富尔讷 · 韦普地区桑甘 · 卡尔万 · 阿莱讷莱马赖 231 洛姆 · 塞克丹 · 欧布尔丹 · 桑特 · 瓦夫兰 · 韦普地区富尔讷 · 韦普地区桑甘 · 阿莱讷莱马赖 |
| 栋-桑甘站门口         | SNCF Car TER | （当某条铁路线施工或罢工时，SNCF可能也会提供途径该线路沿途站点的大巴车） |
| 1. 2. 3.              |              | |

### 城市公共交通
栋-桑甘站附近附近暂无城市公共交通线路。

### 社会车辆
栋-桑甘站门口设有社会车辆停车场。

## 临近车站
| 栋-桑甘站（Gare de Don - Sainghin） |                    |                    |
| 上行车站                            | 线路               | 下行车站           |
| 拉封丹站 1.8km ←                    | 里尔－阿布维尔铁路 | 马尔基伊站 → 3.5km |
| 博万-普罗万站 4.9km ←               | 朗斯－栋-桑甘铁路  | （终点）           |
| - 本表仅显示运营中的线路及车站      |                    |                    |